# Cephaelis
Cephaelis là một chi thực vật có hoa trong họ Thiến thảo (Rubiaceae).

## Loài
Chi Cephaelis gồm các loài: